# Nagy foltosrabló
A nagy foltosrabló (Lestes macrostigma) a rabló szitakötők családjába tartozó, szikes vagy sós tavak környékén élő, Európában és Közép-Ázsiában elterjedt szitakötőfaj.

## Megjelenése
A nagy foltosrabló karcsú testű, 39–48 mm testhosszú, 50–55 mm szárnyfesztávolságú szitakötő. A mindkét nemű ivarérett imágók tora, és a potroh töve és vége (az 1-2., és a 8-10. szelvények) hamvaskék színű. A potroh többi, középső része rezesen csillogó zöld ami egészen feketéig besötétülhet. Szárnyjegye feltűnő, eléggé nagy és fekete. Pihenés közben rokonaihoz hasonlóan 45°-os szögben tartja szárnyait. Szemei kékek.
Színezete és nagy szárnyjegyei alapján minden más hazai szitakötőfajtól megkülönböztethető.

## Elterjedése
Nyugat-Európától Mongóliáig előfordul, de elterjedési területe erősen szabdalt, főleg a tengerpartok közelében, Közép-Ázsiában pedig a szikes tavak környékén található meg, a köztes területekről pedig hiányzik. Európában Franciaország atlanti partvidékén, a Földközi-tenger északi részén (beleértve Ciprust), a Fekete-tenger nyugati partjainál és a Kárpát-medencében fordul elő. Magyarországon főleg az Alföld szikes tavaiban és Fertő-tóban él, szórványosan másutt is lehet találkozni vele.

## Életmódja
Lárvája sós vagy szikes, sekély, gyorsan átmelegedő tavakban, mocsarakban él, amelyek gyakran nyárra kiszáradnak. A csapadékmennyiségtől (és a tavak vízfelszínétől) függően létszáma évenként sokat változhat. Helyenként tömeges is lehet. A lárva gyors fejlődésű, már májusban átalakulhat imágóvá, amely nyár végéig (augusztusig) repül. A nőstény a szikes vizekhez alkalmazkodott kákafajok (Bolboschoenus maritimus, Juncus maritimus, Schoenoplectus lacustris) szárába helyezi el megtermékenyített petéit.
Élőhelyeit a lecsapolás, műtrágyaszennyezés, eutrofizáció veszélyezteti.
Magyarországon védett, természetvédelmi értéke 10 000 Ft.